# Hipertròfia

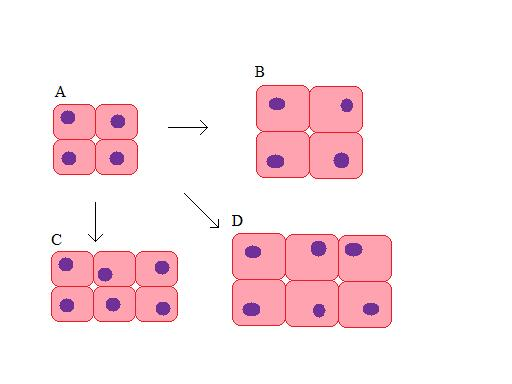
Cèl·lules normals (A), hipertrofia (B), hiperplàsia (C) i (D) de combinació.

La hipertròfia és el nom amb què es designa un augment de la mida d'un òrgan quan es deu a l'augment correlatiu amb la grandària de les cèl·lules que el formen, d'aquesta manera, l'òrgan hipertrofiat té cèl·lules majors, i no noves. Es distingeix de la hiperplàsia, cas en el qual un òrgan creix per augment del nombre de cèl·lules, no per una major grandària d'aquestes.

## Tipus d'hipertròfia
Es distingeixen dos tipus d'hipertròfia: la transitòria o aguda, que és la inflamació del múscul després de l'entrenament, pel que és passatgera i dura poc, i la hipertròfia crònica, que es divideix al seu torn en sarcoplàsmica i miofibril·lar. A la sarcoplàsmica, el múscul augmenta el sarcoplasma, que és la substància semifluida que està entre les miofibril·les (pel que la grandària del múscul es veu augmentat i l'efecte és durador), aquest tipus d'hipertròfia no augmenta el nivell de força. A la miofibril·lar, augmenten tant la grandària com el nombre de les miofibril·les que componen el teixit muscular, ja que, en trencar-se en l'entrenament, per evitar trencaments posteriors multipliquen el seu nombre i augmenten la seva mida, de manera que es produeix un efecte notable en l'augment tant de la grandària com de la força del múscul.
Aquest creixement de les cèl·lules es deu a una intensificació de la síntesi dels seus components estructurals, aquesta, com no va acompanyada de divisió, dona lloc a un augment de grandària.
Els nuclis de les cèl·lules hipertrofiades poden contenir major quantitat d'ADN que les cèl·lules normals.